# Mișcarea Völkisch
Mișcarea völkisch (în germană völkische Bewegung) a reprezentat interpretarea germană a mișcării populiste, cu accent pe aspectele romantice ale folclorului și ale „organicului”, i.e. o „comunitate natural dezvoltată în unitate”, caracterizată de metafora trupul-poporului (Volkskörper) care caracteriza întreaga populație începând cu târziul secolului XIX până în perioada nazistă.

## Traducere
Termenul völkisch (derivat din cuvântul german Volk) corespunde ideii de „grup etnic” al unei populații sau popor, având în limba germană conotația de „alimentat de popor”. Conform istoricului James Webb, termenul implică și „aspecte ce țin de națiune, rasă și trib”. Völkisch nu are un termen echivalent în limba engleză sau română, însă poate fi caracterizat drept „etnonaționalist”, „rasial-naționalist” sau „etnorasial”. Mișcarea völkisch nu a fost o mișcare unificată, ci „un amalgam de credințe, frici și speranțe care și-au găsit afirmare în variate mișcări și au fost deseori articulate pe un ton sentimental” declara Petteri Pietikainen cu privire la influențele völkisch asupra lui Carl Gustav Jung. Această mișcare a fost „cu siguranță cel mai mare grup” din cadrul mișcării revoluționare conservatoare în Germania. Totuși, asemenea „revoluționar-conservator” sau „fascist”, völkisch este un termen complex. Într-o definiție mai restrânsă poate fi utilizat pentru a a desemna strict grupurile care consideră ființele umane ca fiind esențialmente „preformate” din sânge, i.e. din trăsături moștenite. Ideea definitoare, în jurul căreia mișcarea völkisch se regăsește, a fost aceea de Völkstrum (sensul fiind similar combinației dintre cuvântul „folclor” și „etnie”). Volkstümlich ar însemna „populist” sau „popular” în acest context.

## Origini în secolul XIX
Mișcarea völkisch își are originile în naționalismul romantic susținut de primii romantici precum Johan Gottlieb Fichte în lucrarea Addresses to the German Nation publicată în perioada războaielor napoleoniene, începând cu 1808, în special în cel de-al optulea discurs, „Ce este un popor, în sensul pur al termenului, și ce este dragostea de patrie?”, unde în încercarea de a răspunde la următoarea interogație: ce-ar putea justifica strădania individului nobil „și credința sa în veșnicia și imortalitatea lucrării sale”, precizează că ar putea fi doar „natura spirituală particulară a mediului uman din care el însuși, cu toate gândurile și acțiunile sale... a răsărit, și anume oamenii a cărui moștenitor este și în cadrul cărora s-a format și a crescut în ceea ce este”. Mișcarea a combinat interesul - mânat de sentimentul patriotic - în folclorul german, istoria locală și populismul antiurban cu numeroase asemănări din lucările lui William Morris. „În parte, această ideologie a reprezentat o revoltă împotriva modernității”, remarcă Nicholls. Scopul era o viață trăită independent într-o relație mistică cu tărâmul; era o reacție la alienarea culturală a Revoluției industriale și a liberalismului „progresiv” specific perioadei târzii a secolului XIX și a banalității sale materialiste. Sentimente asemănătoare erau exprimate și în Statele Unite în anii 1930 de către scriitorii populiști uniți într-o adunare intitulată Southern Agrarians.
Mișcarea völkisch, în evoluția sa, a implementat uneori aspecte ezoterice și arcane ale ocultismului folcloric alături de „iubirea față de rasă” și, în unele cercuri, un tip de antisemitism corelat cu naționalismul etnic. Multe asemenea mișcări au adoptat idei anticomuniste, anticapitaliste, antiparlamentare și antiimigratie. Mai târziu, ideea völkisch de „comunitate națională” (în germană Volksgemeinschaft) a fost adoptată cu rolul de a-i exclude pe evrei.

## Înainte și după Primul Război Mondial
Un număr de mișcări populiste völkisch care au evoluat pe parcursul secolului XIX în Imperiul German, sub influența naționalismului romatic, au dezvoltat trăsături propagandiste în urma înfrângerii Germaniei în cadrul Primului Război Mondial, iar politizarea termenul de „popor” (în germană Volk) a fost intensificată. Același termen a fost utilizat ca stindard pentru noi forme de naționalism etnic, precum și de partidele socialiste internaționale în calitate de sinonim pentru proletariatul din ținuturile germane. De la politicienii de stânga, elementele culturii folk s-au răspândit la partidele claselor mijlocii. În timp ce Volk avea sensul de „proletariat” în contextul politicii de stânga, în cele de centru și dreapta avea sensul de „rasă”. Deși interesul principal al mișcărilor mistice germane era renașterea tradițiilor și obiceiurilor native păgâne (deseori postulate în contextul unui ezoterism cvasi-teosofic), preocuparea evidentă față de puritatea rasei a motivat ramificațiile sale cu caracter politic accentuat precum Germanenorden (Ordinul Germanic sau Teutonic), o societate secretă întemeiată la Berlin în 1912 care își obligă candidații să demonstreze că nu aveau descendență „neariană” și să promită păstrarea purității în căsătorie. Grupări locale ale cultului se întâlneau să sărbătorească solstițiul de vară, o festivitate neopăgână importantă în cercurile volkisch - și mai târziu în Germania nazistă -, și mai regulat să citească Edda și alți mistici germani. Această ramura a mișcării völkisch s-a dezvoltat rapid într-un sentiment ultranaționalist și a adoptat antisemitismului aflat în creștere în perioada respectivă.
O altă mișcare völkisch din aceeași perioadă a fost Tatkreis. George Mosse a examinat literatura völkisch în 1966 și a identificat unele dintre cele mai „respectabile” și fundamentale modalități prin care aceste sensibilități se transmiteau: textele școlare care expuneau o perspectivă romantică a trecutului german „pur”, orientarea spre natură a Mișcării Tineretului German și nuvelele cu eroi volkisch ideali și cruzi precum Der Wehrwolf  de Hermann Löns (1910). Nu toate societățile folclorice influențate de naționalismul romantic erau localizate în Germania. Mișcarea völkisch reprezenta o forță și în Austria. Comunitatea Monte Verita care a luat naștere în 1900 în Ascona, Elveția, este descrisă de criticul de artă Harald Szeemann drept „avanpostul sudic al unui lebensreform nordic”. Acesta implementa o combinație de elemente anarhice, anarho-comuniste și variate forme de boemianism sau neopăgânism artistic.

## Influențe asupra ideologiei naziste
Ideologiile völkisch au influentat dezvoltarea ideologiei naziste. Joseph Goebbels a declarat public în 1927 la adunarea Nürnberg că dacă mișcarea populistă (völkisch) ar fi înțeles puterea și cum să scoată mii de oameni în stradă, ar fi obținut puterea politică pe 9 noiembrie 1918 (izbucnirea Revoluției Germane din 1918-1919 care a reprezentat sfârșitul monarhiei germane). Adolf Hitler a redactat în Mein Kampf (în română: Lupta mea) că: „ideile fundamentale ale mișcării național-socialiste sunt populiste (völkisch) și ideile populiste sunt național-socialiste”. Perspectiva nazistului radical era formulată în termeni populiști în perioada când Eugen Fischer își susținea discursul inaugural în calitate de rector afiliat partidului nazist intitulat The Conception of the Völkisch state in the view of Biology (29 iulie 1993). Societatea Thule a fost fondată pe 17 august 1918 de Rudolf von Sebottendorff sub denumirea originală de Studiengrupper fur Germanisches Altertum (Grup de studiu al Antichității germane), și a diseminat propagandă antisemită și antirepublicană. Karl Harrer, membrul Thule implicat în mod direct în crearea DAP în 1919, a fost marginalizat la finalul anului când Hitler a introdus reglementări împotriva cercurilor conspiraționiste, iar Societatea Thule a fost dizolvată câțiva ani mai târziu. Cercurile völkisch au transmis moștenirii naziste un singur lucru semnificativ: în 1919, membrul Thule Friedrich Krohn a creat versiunea originală a svasticii naziste.
În ianuarie 1919, Societatea Thule a avut un rol esențial în întemeierea Deutsche Arbeiter-Partei (Partidul Muncitorilor Germani sau DAP) care a devenit mai târziu Partidul Muncitoresc Național-Socialist German (NSDAP), cunoscut drept Partidul Nazist. Membri Thule sau vizitatori care se vor alătura curând partidului nazist îi include pe Rudolf Hess, Alfred Rosenberg, Hans Frank, Gottfried Feder, Dietrich Eckart și Karl Harrer. Remarcabil, Adol Hitler nu a fost vreodată membru al Societății Thule, iar Rudolf Hess și Alfred Roseberg erau doar oaspeți aflați în vizită în cadrul societății în anii de dinaintea afilierii acestora cu mișcarea nazistă. Munchener Beobachter (ro: Observatorul Munich), deținut de Sebottendorff, a reprezentat presa unui alt partid naționalist mai mic, devenind mai târziu Völkischer Beobachter (ro: Observatorul Poporului). Societatea Thule nu a avut membri din eșalonul superior al partidului și oficialilor naziști li s-a interzis orice implicare în societăți secrete, astfel legătura dintre ideologiile völkisch și NSDAP poate fi exagerată. Conform istoricului Nicholas Goodrick-Clarke, o mitologie imaginativă a crescut în jurul așa-zisei influențe a Thule-Gesellschaft în interiorul partidului nazist.